# Lohra
Lohra is een gemeente in de Duitse deelstaat Hessen, en maakt deel uit van de Landkreis Marburg-Biedenkopf.
Lohra telt 5.446 inwoners.
De gemeente Lohra bestaat uit 10 dorpen ("Ortsteilen", vervolgens lohra.de)
- Lohra
- Damm
- Nanz-Willershausen
- Rodenhausen
- Reimershausen
- Kirchvers
- Altenvers
- Weipoltshausen
- Rollshausen
- Seelbach

Amöneburg ·
Angelburg ·
Bad Endbach ·
Biedenkopf ·
Breidenbach ·
Cölbe ·
Dautphetal ·
Ebsdorfergrund ·
Fronhausen ·
Gladenbach ·
Kirchhain ·
Lahntal ·
Lohra ·
Marburg ·
Münchhausen ·
Neustadt (Hessen) ·
Rauschenberg ·
Stadtallendorf ·
Steffenberg ·
Weimar (Lahn) ·
Wetter (Hessen) ·
Wohratal